# اونگ کیات گوان
آونگ کیات گوان (انگلیسی: Ong Kiat Guan; 1930 – ۴ دسامبر ۱۹۸۳) بازیکن بسکتبال اهل سنگاپور بود. وی در بازی‌های المپیک تابستانی ۱۹۵۶ شرکت کرده‌است.